# آتشال
آتشال (بالإنجليزية: Achall)‏ جاء في رواية إيرلندية أنها فتاة أحبت أخاها وماتت حزنا عليه عندما قتل في المعركة. هي شخصية ثانوية من دورة أولستر [الإنجليزية] في الأساطير الأيرلندية. بعد مقتل شقيقها إرك [الإنجليزية] على يد كونال سيرناخ [الإنجليزية]، ماتت من الحزن على تلة بالقرب من تارا [الإنجليزية]، والتي سميت آتشال على اسمها.